# Pavel Zdovc
Pavel Zdovc (* 25. Juli 1933 in Rinkolach/Rinkole bei Bleiburg/Pliberk) ist ein kärntnerslowenischer Sprachwissenschafter und Referenzautor zu slowenischen Ortsnamen in Südkärnten.

## Leben und Wirken
Pavel Zdovc wurde in einem Südkärntner, kärntnerslowenischen ländlichen Umfeld in Rinkolach/Rinkole bei Bleiburg/Pliberk geboren. Nach dem Abitur (1955) studierte er Philosophie und Theologie in Innsbruck und Wien, anschließend Slawistik in Wien. Seine dialektologische Dissertation widmete sich einer Jauntaler Mundart unter dem Titel: Die Mundart des Südostlichen Jauntales in Karnten. Lautlehre und Akzent der Mundart der »Poljanci« (Wien, 1972).
Seine berufliche Ausbildung absolvierte er an der Lomonossow-Universität in Moskau (1963/1964) und während kurzer Aufenthalte in Kroatien und Serbien. 1967 war er Postassistent am Institut für Slavistik der Universität Wien und unterrichtete dort von 1968/69 bis 1996/2000 die slowenische Sprache.
Zdovc veröffentlichte mehrere sprachwissenschaftliche Abhandlungen in slowenischer und deutscher Sprache (über die Rolle des Dialekts im Unterricht der literarischen Sprache, über die Vokalreduzierung in Mundarten des Jauntals) und schrieb über literarische und kulturelle Themen in Kärnten.
Den Großteil seiner Forschungsarbeit widmete er der Erforschung und Bestimmung der Verwendung kärntnerischer Ortsnamen und veröffentlichte das Referenzwerk Slovenska krajevna imena na avstrijskem Koroškem, razširjena izdaja / Die slowenischen Ortsnamen in Kärnten, Erweiterte Auflage.
Pavel Zdovc erhielt die nach dem slowenischen Reformator Primož Trubar benannte Ehrung Trubarjevo priznanje NUK (2020).

## Rezeption & Diskurs
Zdovc' Werk zu den slowenischen Ortsnamen in Südkärnten gilt als Standard- und Referenzwerk, auch weil es methodisch durchwegs auf Feldforschungsergebnissen beruht. Damit ist es ein wertvoller Beitrag zur soziolinguistischen Situation zu Zeiten der Beforschung derselben.
Nicht berücksichtigt ist eine rechtshistorische Dimension, die in den amtlichen Ortsrepertorien und Ortsverzeichnissen aus 1849/50, 1854, 1860 (das letzte, das umfassend zweisprachig für ganz Kärnten konzipiert ist), 1880, 1883 und 1918 im Rahmen der Enzyklopädie der slowenischen Kulturgeschichte in Kärnten/Koroška 2016 wiedergegeben und publiziert wurde. Deren besonderer kulturhistorischer Wert liegt darin, dass bis 1860 ganz Kärnten amtlich zweisprachig erfasst wurde, danach nur differenziert, wobei davon auszugehen ist, dass dies nach der jeweiligen sprachlichen Situation geschah.
Einige Ergänzungen zu Zdovc‘ Südkärntner Korpus wurden in der Enzyklopädie der slowenischen Kulturgeschichte in Kärnten/Koroška vorgenommen und in den jeweiligen Lemmata publiziert und belegt. Dabei ist die prominenteste Ergänzung die slowenische Entsprechung des Gegendnamens Klagenfurter Feld/Celovško polje, die durch vertiefende Feld- und Quellenforschung im lokalen Dialekt und in der Literatur eindeutig belegt werden konnte und somit standardsprachlich normiert wurde. Weitere „Südkärntner“ Ortsnamen und ihre jeweiligen Lemmata sind Drautschen/Dravče, Dürnfeld/Suho polje, Joschap (bzw. Joschapsiedlung)/Jožap (heute St. Thomas Süd), Krähwald/Hrebelja (Hreblje), Roseneck/Rožnek und Witternitz/Veternica. Hinzu kommen noch Schöndorf/Lepa vas und Welzenegg/Belcenek, die eindeutig belegt sind und ebenfalls von Zdovc nicht repertoriert wurden.

## Referenzwerk
- Pavel Zdovc: Slovenska krajevna imena na avstrijskem Koroškem, razširjena izdaja / Die slowenischen Ortsnamen in Kärnten. (Ljubljana: Slovenska akademija znanosti in umetnosti : Razred za filološke in literarne vede, SAZU, 2010), 447 str., ISSN 0560-2920. Katalogeintrag bei Cobiss.